# Salariul minim pe economie în România

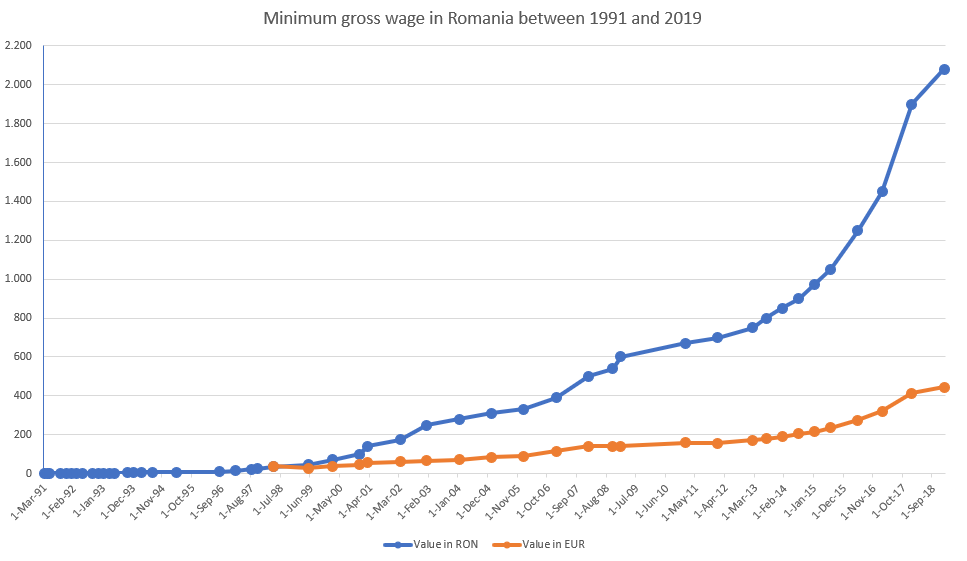
Salariul minim în România între 1998 și 2017

Salariul minim în România reprezintă cea mai mică remunerație lunară sau pe oră pe care angajatorii sunt obligați prin lege să o plătească lucrătorilor în România. Această sumă este stabilită de guvernul român și este supusă periodic la revizuiri și ajustări, în funcție de indicatorii economici precum ratele inflației.
Începând cu data de 1 ianuarie 2025, salariul minim lunar brut este de 4.050 RON (~€814), echivalent cu o rată pe oră de 24,5 RON (pentru o lună de lucru de 168 de ore). Acestă sumă nu include beneficii suplimentare oferite de către angajatori, precum tichete de masă.

## Evoluția anuală
Din 1 ianuarie 2019 până în 1 ianuarie 2022, persoanele cu studii superioare sau 15 ani vechime au avut salariul minim de 2350 RON. Echivalent cu 1413 RON sau €504 în 2019.
În ianuarie 2018, 25% dintre angajații români câștigă aproximativ minimul pe economie.Salariul brut a crescut si datorită transferului contribuțiilor de la angajator la angajat 
În februarie 2017, 1,3 milioane de angajati, reprezentând 30% din total, lucrează pe salariul minim.
În anul 2015, România avea al doilea cel mai mic salariu din Uniunea Europeană, după Bulgaria. Aproximativ 2,4 milioane de salariați aveau salariul minim pe economie sau mai mic, ceea ce reprezenta 40% din numărul total al salariaților activi. Dintre aceștia, 1,6 milioane aveau normă întreagă, iar 0,7 milioane lucrau cu normă parțială.
La sfârșitul anului 2014 existau peste un milion de angajați (adică 20% din totalul salariaților din economie) care aveau salariul minim, aproape de 12 ori mai mult decât în august 2011.
În decembrie 2013, România avea al doilea cel mai mic salariu din Uniunea Europeană, după Bulgaria.
În aprilie 2012, România era singura țară în care aproape un sfert dintre angajați aveau salariul minim.
În 2011 s-a eliminat diferența de salariu minim între persoanele cu studii superioare și cele fără. În august 2011, mai puțin de 90.000 de salariați erau plătiți la nivelul salariului minim pe economie.
Salariul minim brut pe economie (la care se aplica impozite) pe ani:
| Introducere      | Salariu brut        | Creștere | Lei/oră       | Salariu net | Valoare în euro | Valoarea netă în euro | Lege         |
| ---------------- | ------------------- | -------- | ------------- | ----------- | --------------- | --------------------- | ------------ |
| 1 ianuarie 2025  | 4050 RON            | +9.46%   | 24,5 lei/oră  | 2575 RON    | €814            | €517                  | HG 598/2024  |
| 1 iulie 2024     | 3700 RON            | +12.1%   | 22,02 lei/oră | 2363 RON    | €743            | €475                  | HG 598/2024  |
| 1 octombrie 2023 | 3300 RON            | +10%     | 19,96 lei/oră | 2079 RON    | €663            | €418                  | HG 900/2023  |
| 1 ianuarie 2023  | 3000 RON            | +17.6%   | 18,14 lei/oră | 1898 RON    | €607            | €384                  | HG 1447/2022 |
| 1 ianuarie 2022  | 2550 RON            | +10.9%   | 15,23 lei/oră | 1524 RON    | €515            | €308                  | HG 1071/2021 |
| 1 ianuarie 2021  | 2300 RON            | +3%      | 13,87 lei/oră | 1386 RON    | €472,36         |                       | HG 4/2021    |
| 1 ianuarie 2020  | 2230 RON            |          | 13,32 lei/oră | 1346 RON    | €466,63         | €281,65               | HG 935/2019  |
| 1 ianuarie 2019  | 2080 RON (2350 RON) | + 7.89 % | 14,04 lei/oră | 1263 RON    | €444,84         | €270,11               | HG 937/2018  |
| 1 ianuarie 2018  | 1900 RON            | + 37.9%  | 11,40 lei/oră | 1163 RON    | €413,25         | €249,93               | HG 846/2017  |
| 1 februarie 2017 | 1450 RON            | + 16.0%  | 8,73 lei/oră  | 1065 RON    | €320,51         | €228,98               | HG 1/2017    |
| 1 mai 2016       | 1250 RON            | + 19.0%  | 7,38 lei/oră  | 925 RON     | €275            |                       | HG 1017/2015 |
| 1 iulie 2015     | 1050 RON            | + 7.7%   | 6,22 lei/oră  | 785 RON     | €236            |                       | HG 1091/2014 |
| 1 ianuarie 2015  | 975 RON             | + 8.3%   | 5,78 lei/oră  | 732 RON     | €216            |                       | HG 1091/2014 |
| 1 iulie 2014     | 900 RON             | + 5.9%   | 5,38 lei/oră  | 678 RON     | €205            |                       | HG 871/2013  |
| 1 ianuarie 2014  | 850 RON             | + 6.3%   | 5,06 lei/oră  | 644 RON     | €189            |                       | HG 871/2013  |
| 1 iulie 2013     | 800 RON             | + 6.7%   | 4,47 lei/oră  | 609 RON     | €179            |                       | HG 23/2013   |
| 1 februarie 2013 | 750 RON             | + 7.1%   | 4,44 lei/oră  |             | €171            |                       | HG 23/2013   |
| 1 ianuarie 2012  | 700 RON             | + 4.5%   | 4,13 lei/oră  |             | €155            |                       | HG 1225/2011 |
| 1 ianuarie 2011  | 670 RON             | + 11.7%  | 3,94 lei/oră  |             | €159            |                       | HG 1193/2010 |
| 1 ianuarie 2009  | 600 RON             | + 11.1%  | 3,52 lei/oră  |             | €142            |                       | HG 1051/2008 |
| 1 octombrie 2008 | 540 RON             | + 8.0%   | 3,17 lei/oră  |             | €142            |                       | HG 1051/2008 |
| 1 ianuarie 2008  | 500 RON             | + 28.2%  | 2,94 lei/oră  |             | €140            |                       | HG 1507/2007 |
| 1 ianuarie 2007  | 390 RON             | + 18.2%  | 2,29 lei/oră  |             | €114            |                       | HG 1825/2006 |
| 1 ianuarie 2006  | 330 RON             | + 6.5%   | 1,95 lei/oră  |             | €90             |                       | HG 1766/2005 |
| 1 ianuarie 2005  | 310 RON             | + 10.7%  |               |             | €85             |                       | HG 2346/2004 |

## Înainte de 2005
În 1989, salariul minim era de 2.000 de lei, scutit de impozite conform Legii 4/1988 emisă de Marea Adunare Națională. Acesta echivala cu aproximativ 60 de dolari SUA la rata reală de schimb din 1989 și cu 124 de dolari SUA ajustați la inflația din 2019. Puterea de cumpărare era însă extrem de redusă. Salariul acoperea doar câteva bunuri esențiale, multe dintre acestea fiind raționalizate (ex. alimente și benzină pe cartelă), greu de găsit în magazine (ex. bunuri de consum) sau disponibile doar după ani de așteptare (ex. automobile). În plus, erau frecvente penuriile de căldură, gaze naturale și electricitate.
| Introducere       | Salariu brut        | Creștere |
| ----------------- | ------------------- | -------- |
| 1 ianuarie 2004   | 2,800,000 ROL (€70) | + 12.0%  |
| 1 ianuarie 2003   | 2,500,000 ROL (€65) | + 42.9%  |
| 1 martie 2002     | 1,750,000 ROL (€62) | + 25.0%  |
| 1 martie 2001     | 1,400,000 ROL (€56) | + 40.0%  |
| 1 decembrie 2000  | 1,000,000 ROL (€45) | + 42.9%  |
| 1 februarie 2000  | 700,000 ROL (€39)   | + 55.6%  |
| 1 mai 1999        | 450,000 ROL (€28)   | + 28.6%  |
| 1 aprilie 1998    | 350,000 ROL (€38)   | + 40.0%  |
| 1 octombrie 1997  | 250,000 ROL         | + 11.1%  |
| 1 august 1997     | 225,000 ROL         | + 50.0%  |
| 1 februarie 1997  | 150,000 ROL         | + 54.6%  |
| 1 august 1996     | 97,000 ROL          | + 29.3%  |
| 1 aprilie 1995    | 75,000 ROL          | + 15.4%  |
| 1 iulie 1994      | 65,000 ROL          | + 8.3%   |
| 15 martie 1994    | 60,000 ROL          | + 33.3%  |
| 1 decembrie 1993  | 45,000 ROL          | + 11.9%  |
| 1 octombrie 1993  | 40,200 ROL          | + 34.0%  |
| 1 mai 1993        | 30,000 ROL          | + 70.5%  |
| 1 martie 1993     | 17,600 ROL          | + 6.0%   |
| 1 ianuarie 1993   | 16,600 ROL          | + 9.1%   |
| 1 noiembrie 1992  | 15,215 ROL          | + 17.8%  |
| 1 septembrie 1992 | 12,920 ROL          | + 15.4%  |
| 1 mai 1992        | 11,200 ROL          | + 22.4%  |
| 1 martie 1992     | 9,150 ROL           | + 7.6%   |
| 1 ianuarie 1992   | 8,500 ROL           | + 21.4%  |
| 1 noiembrie 1991  | 7,000 ROL           | + 3.3%   |
| 1 septembrie 1991 | 6,775 ROL           | + 13.4%  |
| 1 mai 1991        | 5,975 ROL           | + 27.8%  |
| 1 aprilie 1991    | 4,675 ROL           | + 48.4%  |
| 1 martie 1991     | 3,150 ROL           | + 57.5%  |
| 1 iulie 1988      | 2,000 ROL           | + 33.3%  |
| 1 septembrie 1983 | 1,500 ROL           | + 5.3%   |
| 1 august 1979     | 1,425 ROL           | + 18.8%  |
| 1 iulie 1975      | 1,200 ROL           | + 5.3%   |
| 1 august 1974     | 1,140 ROL           | + 14.0%  |
| 1 septembrie 1972 | 1,000 ROL           | + 25.0%  |
| 1 mai 1970        | 800 ROL             | + 6.7%   |
| 1 martie 1970     | 750 ROL             | + 7.1%   |
| 1 august 1967     | 700 ROL             | + 27.3%  |
| 1 septembrie 1965 | 550 ROL             | + 15.8%  |
| 1 decembrie 1961  | 475 ROL             | + 18.8%  |
| 1 august 1959     | 400 ROL             | + 14.3%  |
| 1 mai 1957        | 350 ROL             | + 59.1%  |
| 1955              | 220 ROL             | + 32.5%  |
| 1949              | 166 ROL             |          |

## Literatura
- Arhivat în 1 decembrie 2017, la Wayback Machine.
- Arhivat în 1 decembrie 2017, la Wayback Machine.
- Arhivat în 1 decembrie 2017, la Wayback Machine.
- Arhivat în 1 decembrie 2017, la Wayback Machine.
- Arhivat în 30 septembrie 2018, la Wayback Machine.
- Arhivat în 1 decembrie 2017, la Wayback Machine.
- Arhivat în 16 mai 2018, la Wayback Machine.

## Vezi și
- Salariu minim pe economie